# Újülés
Újülés (1899-ig Chudó-Lehota, szlovákul Chudá Lehota) község Szlovákiában, a Trencséni kerületben, a Báni járásban.

## Fekvése
Bántól 11 km-re délnyugatra fekszik.

## Története
A települést 1400-ban "Wyiles", "Wyles" alakban említik először. A Tordamezey család birtoka volt, később a szkacsányi uradalom része. 1715-ben 8 háztartása létezett. 1753-ban 23 jobbágy, 5 zsellér és 3 napszámos család élt itt. 1778-ban 14 jobbágy és 2 zsellérháza állt. 1828-ban 108 házában 753 lakos élt, akik földművesek, gyümölcstermesztők  voltak. A 19. században sokan szegődtek el mezőgazdasági idénymunkákra.
Vályi András szerint " Csuda Lehota. Magyar falu Nyitra Várm. földes Ura a’ Nyitrai Káptalanbéli Uraság, lakosai katolikusok, fekszik Nyitrához 1 mértföldnyire, fáza van tűze, és épűletre elég, a piatzozása Nyitrán, malma 3/4 órányira, földgye közép termékenységű."
Fényes Elek szerint "Lehota (Chudo), tót falu, Nyitra vmegyében, Trencsén vmegye szélén: 132 kath., 1 evang., 2 zsidó lak. Sovány határa, de szép erdeje van. F. u. a nyitrai káptalan. Ut. posta Nyitra-Zsámbokrét."
Nyitra vármegye monográfiája szerint "Chudo-Lehota, a sissói u. n. szárazvölgyben fekvő falu, összesen 107 tótajku r. kath. vallásu lakossal. Postája Sissó, táviró- és vasúti állomása N.-Tapolcsány. Földesurai 1401-ben a Tordamezeyek voltak, később pedig a nyitrai székeskáptalan."
A trianoni békeszerződésig Nyitra vármegye Nyitrazsámbokréti járásához tartozott. A község mezőgazdasági jellegét később is megőrizte.

## Népessége
| Év:            | 1994. | 2004.   | 2014.   | 2024.    |
| -------------- | ----- | ------- | ------- | -------- |
| Emberek száma: | 224   | 221     | 206     | 227      |
| Eltérés:       |       | -1,33 % | -6,78 % | +10,19 % |

| Év:            | 2023. | 2024.   |
| -------------- | ----- | ------- |
| Emberek száma: | 226   | 227     |
| Eltérés:       |       | +0,44 % |

1910-ben 134, túlnyomórészt szlovák anyanyelvű lakosa volt.
2001-ben 215 lakosából 214 szlovák volt.
2011-ben 201 lakosából 198 szlovák volt.

## Nevezetességei
- Szent Kereszt Felmagasztalása tiszteletére szentelt római katolikus kápolnája.

## Külső hivatkozások
- E-obce.sk Archiválva 2010. december 23-i dátummal a Wayback Machine-ben
- Községinfó
- Újülés Szlovákia térképén